# 1978年ウィンブルドン選手権
1978年 ウィンブルドン選手権（1978ねんウィンブルドンせんしゅけん、The Championships, Wimbledon 1978 ）は、イギリス・ロンドン郊外にある「オールイングランド・ローンテニス・アンド・クローケー・クラブ」にて、1978年6月26日から7月8日にかけて開催された。

## 大会の流れ
- 男子シングルスは「128名」の選手による通常の7回戦制で行われた。
- 女子シングルスは「96名」の選手による7回戦制で行われ、32名の選手は「1回戦不戦勝」（抽選表では“Bye”と表示）があった。シード選手でも、1回戦から出場した人と、2回戦から登場した人がいる。2回戦から登場した選手が初戦敗退の場合は「2回戦＝初戦」と表記する。

## シード選手

### 男子シングルス
1. ビョルン・ボルグ　（優勝、大会3連覇）
2. ジミー・コナーズ　（準優勝）
3. ビタス・ゲルレイティス　（ベスト4）
4. ギレルモ・ビラス　（3回戦）
5. ブライアン・ゴットフリート　（ベスト8）
6. ロスコー・タナー　（4回戦）
7. ラウル・ラミレス　（ベスト8）
8. サンディ・マイヤー　（ベスト8）
9. イリ・ナスターゼ　（ベスト8）
10. ディック・ストックトン　（1回戦）
11. ジョン・マッケンロー　（1回戦）
12. クリストファー・モットラム　（2回戦）
13. ヴォイチェフ・フィバク　（4回戦）
14. ジョン・アレクサンダー　（4回戦、途中棄権）
15. アーサー・アッシュ　（1回戦）
16. ジョン・ニューカム　（4回戦）

### 女子シングルス
1. クリス・エバート　（準優勝）
2. マルチナ・ナブラチロワ　（初優勝）
3. イボンヌ・グーラゴング・コーリー　（ベスト4）
4. バージニア・ウェード　（ベスト4）
5. ビリー・ジーン・キング　（ベスト8）
6. ベティ・ストーブ　（4回戦）
7. ウェンディ・ターンブル　（4回戦）
8. ダイアン・フロムホルツ　（4回戦）
9. トレーシー・オースチン　（4回戦）
10. ケリー・レイド　（4回戦）
11. マリセ・クルーガー　（ベスト8）
12. ミマ・ヤウソベッツ　（ベスト8）
13. バージニア・ルジッチ　（ベスト8）
14. スー・バーカー　（4回戦）
15. レジナ・マルシコワ　（4回戦）
16. マリタ・レドンド　（3回戦）

## 大会経過

### 男子シングルス
準々決勝
- ビョルン・ボルグ vs.  サンディ・マイヤー　7-5, 6-4, 6-3
- トム・オッカー vs.  イリ・ナスターゼ　7-5, 6-1, 2-6, 6-3
- ビタス・ゲルレイティス vs.  ブライアン・ゴットフリート　7-5, 4-6, 9-7, 6-2
- ジミー・コナーズ vs.  ラウル・ラミレス　6-4, 6-4, 6-2

準決勝
- ビョルン・ボルグ vs.  トム・オッカー　6-4, 6-4, 6-4
- ジミー・コナーズ vs.  ビタス・ゲルレイティス　9-7, 6-2, 6-1

### 女子シングルス
準々決勝
- クリス・エバート vs.  ビリー・ジーン・キング　6-3, 3-6, 6-2
- バージニア・ウェード vs.  ミマ・ヤウソベッツ　6-0, 6-4
- イボンヌ・グーラゴング・コーリー vs.  バージニア・ルジッチ　7-5, 6-3
- マルチナ・ナブラチロワ vs.  マリセ・クルーガー　6-2, 6-4

準決勝
- クリス・エバート vs.  バージニア・ウェード　8-6, 6-2
- マルチナ・ナブラチロワ vs.  イボンヌ・グーラゴング・コーリー　2-6, 6-4, 6-4

## 決勝戦の結果
男子シングルス
- ビョルン・ボルグ vs.  ジミー・コナーズ　6-2, 6-2, 6-3

女子シングルス
- マルチナ・ナブラチロワ vs.  クリス・エバート　2-6, 6-4, 7-5

男子ダブルス
- ボブ・ヒューイット＆ フルー・マクミラン vs.  ジョン・マッケンロー＆ ピーター・フレミング　6-1, 6-4, 6-2

女子ダブルス
- ケリー・レイド＆ ウェンディ・ターンブル vs.  バージニア・ルジッチ＆ ミマ・ヤウソベッツ　4-6, 9-8, 6-3

混合ダブルス
- フルー・マクミラン＆ ベティ・ストーブ vs.  レイ・ラッフェルズ＆ ビリー・ジーン・キング　6-2, 6-2